# Stéphane Zaech
 (14 avril 2022).
 (avril 2022).
La mise en forme du texte ne suit pas les recommandations de Wikipédia : il faut le « wikifier ».
Les points d'amélioration suivants sont les cas les plus fréquents. Le détail des points à revoir est peut-être précisé sur la page de discussion.
- Les titres sont pré-formatés par le logiciel. Ils ne sont ni en capitales, ni en gras.
- Le texte ne doit pas être écrit en capitales (les noms de famille non plus), ni en gras, ni en italique, ni en « petit »…
- Le gras n'est utilisé que pour surligner le titre de l'article dans l'introduction, une seule fois.
- L'italique est rarement utilisé : mots en langue étrangère, titres d'œuvres, noms de bateaux, etc.
- Les citations ne sont pas en italique mais en corps de texte normal. Elles sont entourées par des guillemets français : « et ».
- Les listes à puces sont à éviter, des paragraphes rédigés étant largement préférés. Les tableaux sont à réserver à la présentation de données structurées (résultats, etc.).
- Les appels de note de bas de page (petits chiffres en exposant, introduits par l'outil «  Source ») sont à placer entre la fin de phrase et le point final[comme ça].
- Les liens internes (vers d'autres articles de Wikipédia) sont à choisir avec parcimonie. Créez des liens vers des articles approfondissant le sujet. Les termes génériques sans rapport avec le sujet sont à éviter, ainsi que les répétitions de liens vers un même terme.
- Les liens externes sont à placer uniquement dans une section « Liens externes », à la fin de l'article. Ces liens sont à choisir avec parcimonie suivant les règles définies. Si un lien sert de source à l'article, son insertion dans le texte est à faire par les notes de bas de page.
- La présentation des références doit suivre les conventions bibliographiques. Il est recommandé d'utiliser les modèles {{Ouvrage}}, {{Chapitre}}, {{Article}}, {{Lien web}} et/ou {{Bibliographie}}. Le mode d'édition visuel peut mettre en forme automatiquement les références.
- Insérer une infobox (cadre d'informations à droite) n'est pas obligatoire pour parachever la mise en page.

Pour une aide détaillée, merci de consulter Aide:Wikification.
Si vous pensez que ces points ont été résolus, vous pouvez retirer ce bandeau et améliorer la mise en forme d'un autre article.
Stéphane Zaech, né le 16 mars 1966 à Vevey, est un artiste peintre et écrivain vaudois.

## Biographie
Stéphane Zaech naît le 16 mars 1966 à Vevey, dans le canton de Vaud.
Il suit une formation artistique à l'école cantonale des beaux-arts de Lausanne. En 1986, il fonde le groupe "Adesso Nachlass" avec Stéphane Fretz et Massimo Furlan (groupe dissout en 1992).
En 2002, paraît aux éditions art&fiction Natchez, texte de Stéphane Zaech. En 2003, Christian Pellet publie un ouvrage contenant des peintures de Stéphane Zaech, un minirécit de Pascale Kramer et des photographies d'Olivier Christinat.

## Expositions personnelles
- 2022: Stéphane Zaech, Nefertiti, Musée des beaux-arts, La Chaux-de-Fonds[2]
- 2021 : Foie gras et fleurs sauvages, Frédérique Hutter Art Concept, Zürich
- 2020 : Stéphane Zaech, locus solus, Prilly
- 2018 : One Size Fits All, (avec Philippe Fretz), KMD Kunsthalle Marcel Duchamp, Cully
  - Etudes et Paysages, Galerie de l'Univers, Lausanne
- 2016 : Stéphane Zaech, Locus Solus, Prilly
  - beau monde, Katz Contemporary, Zurich
- 2014-2015 : Les Voix de la peinture, Musée d'Art moderne et contemporain (Genève)[3]
- 2014 : Bellezza e decostruzione, CACT centro d'arte contemporanea ticino, Bellinzona
- 2013 : Opera reale, Katz Contemporary, Zurich
- 2009 : Stéphane Zaech, Katz Contemporary, Zurich
- 2009 : Visions de Van, CentrePasquArt, Biel/Bienne
- 2008 : Loyola, Galerie Bis Heute, Berne
- 2002 : Espace Culturel, Assens (Vaud)[4]
- 2000 : Galerie Basta, Lausanne
- 1989 : Galerie M2, Vevey

## Expositions collectives
- Janvier 2000 : Stéphane Zaech, Stéphane et Philippe Fretz, Gaudium et spes, Espace Saint-François, Lausanne[5]

## Récompenses
- 2020 Fondation Irène Reymond

### Catalogues, monographies
- Stéphane Zaech, beau monde, Katz Contemporary, Zurich, 2016
- Stéphane Zaech. The Crossing, texte de Giovanni Carmine, Lausanne, art&fiction, 2013
- Pas du jeu, Texte de Véronique Ribordy, Martigny, Éd. ART-RAY, 2010
- Hespérides, textes de Bernard Fibicher & al., Lausanne, Musée cantonal des beaux-arts, 2009
- Stéphane Zaech. Loyola, textes de Philippe Pirotte et Florence Grivel, Zürich, Niggli Verlag, 2009
- Document. Stéphane Zaech, texte de Pascale Kramer, photographies d'Olivier Christinat, Lausanne, art&fiction, 2002

### Textes, livres d'artistes
- Alex Katz Interviews, art&fiction, 2017  (ISBN 978-2-940570-26-3)
- Propriétés de la peinture, in « Mode de vie », art&fiction, 2010  (ISBN 978-2-940377-36-7)
- Paysage avec don Quichotte, (avec Philippe Fretz, Stéphane Fretz, Stéphane Zagdanski), Lausanne, art&fiction, 2006
- No d'archives 04-055, in « La collection de Bertram Rothe », Lausanne, art&fiction, 2005
- Panoplies / Spogliati, (avec Domenico Carli), Lausanne, art&fiction, 2003
- Natchez, Lausanne, art&fiction, 2003

### Sources
- « Stéphane Zaech », sur la base de données des personnalités vaudoises sur la plateforme « Patrinum » de la Bibliothèque cantonale et universitaire de Lausanne.
- « Stéphane Zaech », sur SIKART Dictionnaire sur l'art en Suisse.
- Accrochage Vaud 2003
- Accrochage Vaud 2006